# Andy Hug
Andreas "Andy" Hug (Zurique, 7 de setembro de 1964 — Bunkyō, 24 de agosto de 2000) foi um lutador suíço de Karatê Kyokushin e Seidokaikan, tendo sido campeão europeu e mundial. Foi também campeão do K-1 World GP em 1996, e até hoje é considerado um dos maiores nomes da história do Kickboxing. Morreu no Japão com apenas 35 anos, vítima de leucemia.

## O começo
Andy Hug nunca chegou a conhecer seu pai, Arthur, um legionário estrangeiro que prestou serviços à França. Ele viveu muito pouco com sua mãe, morando junto com Charly (irmão) e Fabienne (irmã), na casa de seus avós em Wohlen, cantão da Argovia. Com 6 anos de idade iniciou-se no futebol.
Quando Andy Hug estava com a idade de onze anos, um amigo levou-o a assistir um treino de caratê, do estilo Kyokushinkaikan. Assim, Andy começou a treinar e a gostar dos treinamentos rigorosos da modalidade. Andy Hug evoluiu rapidamente em seus treinamentos e começou a gostar das competições de combate – Kumite. Quando ainda era juvenil, obteve tanto destaque, que ele pediu à Federação Europeia para poder lutar nas categorias adultas. E Andy Hug ganhou também nas categorias adultas de Karate Kyokushinkaikan. Sua primeira vitória internacional ocorreu em 1981 no Campeonato Alemão de Karate. Dois anos depois, se consagrou campeão da Copa Europeia na Hungria.

## A carreira
Andy Hug tinha 19 anos quando lutou pela primeira vez no Japão, no 3º Campeonato Mundial de Karate Kyokushin em 1983. Andy era um talento nato, e espantou o mundo inteiro do Kyokushinkaikan com suas habilidades e técnica de combate originais (as quais ele mesmo aperfeiçoara).
Quatro anos mais tarde, no 4º Campeonato Mundial de Karate Kyokushinkaikan em 1987, Andy Hug demonstrou ao mundo e ao Mestre Masutatsu Oyama, o seu famoso chute: Kakato Otoshi Geri. Este chute devastador que ele aperfeiçoou conseguiu adeptos em todo mundo. Neste 4º Campeonato Mundial de Karate Kyokushinkaikan, Andy Hug lutou com nomes famosos do Kyokushinkaikan como Akira Matsuda e Ademir da Costa (fundador do estilo Seiwakai Karate de Combate, que superou o teste das 100 lutas), chegando à vice-colocação.
Neste Campeonato Mundial, os dois melhores lutadores técnicos fizeram uma final emocionante: de um lado Andy Hug e do outro Akiyoshi Matsui. Era a primeira vez que um lutador não-Japonês estava em uma final de Campeonato Mundial Absoluto. Até hoje todos comentam esta final, visto que nenhum atleta europeu e não japonês fizera uma final mundial. Dois atletas altamente técnicos e jovens, mostraram ao mundo as novas gerações técnicas do caratê Kyokushinkaikan. Andy abriu uma nova visão para lutadores europeus e ocidentais, e mostrou ao mundo que treinando duro, com garra e afinco e ainda contando com habilidades verdadeiras, qualquer um poderia ser um verdadeiro campeão. Para muitos, Andy Hug foi o vencedor verdadeiro da final do 4º Campeonato Mundial de Karate Kyokushinkaikan, e deveria ter sido o campeão do torneio. Neste mesmo ano, ele adentrou a Organização Seidokaikan, Andy Hug sagrou-se Campeão Mundial, fazendo a final com Taiei Kim. Apesar das regras serem parecidas com o do Kyokushinkaikan, Andy Hug adaptou-se muito bem a regra da Seidokaikan, onde valia segurar o kimono, a cabeça do adversário para a aplicação de golpes.
Um ano mais tarde, em 1993, Andy Hug estava na semifinal, onde venceu por nocaute o famoso atleta da Seidokaikan Nobuaki Kakuda. Na final iria confrontar-se com o Campeão Japonês da Seidokaikan Masaaki Satake. Era uma final onde Andy Hug controlou a luta do começo ao fim. Andy chegou a acertar um Kakato Otoshi Geri na cabeça de Satake, mas ele estava lutando contra o ídolo local e dentro da Organização Seidokaikan. Após três rounds de prorrogação (dois de Karate e um de Kickboxing), a decisão foi pro tameshiwari (quebramentos). Andy Hug perdeu, mas ganhou o coração dos japoneses, o qual o apelidaram de: O samurai com olhos azuis.
Em 1993, Andy Hug adentrou a Circuito de Lutas K-1, pelas regras do Kickboxing japonês (idêntico ao Muay Thai mas sem o uso de cotoveladas e clinch). Em novembro 1993, Andy estreou contra Ryuji Murakami (Shidokan Karate) vencendo no primeiro assalto. Aí começava a carreira do showman Andy Hug e sua popularidade começara a se arrastar em todo o Japão. Mas era não somente seu famoso chute "Kakato Otoshi Geri", mas também sua técnica, força, garra, humildade, espírito e calor humano, que ganharam o respeito profundo de seus oponentes e o amor profundo de seus admiradores.
No Japão, Andy Hug recebeu o título de "Samurai" que é uma distinção de grande honra. Kancho Kazuyoshi Ishii (Mestre da Seidokaikan e o promotor do K-1 no Japão) disse que a razão do porque que o povo japonês admira Andy: "ele possui algo que o japonês respeita, que é um grande coração, generosidade, grande força e uma vontade de ferro". Desde criança Andy Hug foi inspirado no filme "Rocky" que o fez treinar arduamente, para transformar-se num campeão do mundo. Andy Hug fez por merecer todos os títulos que ganhou tanto no Karate Kyokushinkaikan como no Karate Seidokaikan.
Em 1996, ele foi considerado o melhor lutador marcial do mundo.
Andy Hug foi campeão do circuito K-1 em 1996, numa luta histórica contra Mike Bernardo, foi finalista nos anos de 1997 e 1998. Ele também foi Campeão Mundial Peso Pesado da Organização UKF, da WMTC e da WKA na modalidade Muay Thay tanto Europeu como Mundial, tendo feito também treinos de Tae Kwon Do.
Sua última luta ocorreu no dia 7 de julho do ano de 2000, contra Nobu Hayashi no K-1 Spirits, o qual Andy num soco fortíssimo, abre o supercílio do japonês e acaba a luta por K.O. aos 2:05 de combate.

## Vida pessoal
Conheceu sua esposa Ilona em um ensaio fotográfico, no verão de 1987. O primeiro encontro deixou-o muito impressionado, sabendo naquele momento que estava apaixonado. Somente se tornaram mais próximos quando seus caminhos se cruzaram no outono do mesmo ano.
O casamento ocorreu em 28 de agosto de 1993, com demonstrações de Karate e música Gospel; as flores e o ambiente festivo, marcaram a festividade e a alegria. Num parto complicado do 18º dia do mês de novembro do ano de 1994, nasceu Seya com 3,85 kg. Andy e Ilona se divorciaram em julho de 2000.
Durante o final dos anos 90, houve frequentes rumores na mídia japonesa de que ele teria se envolvido romanticamente com a modelo e atriz Norika Fujiwara.

## Morte
Andy estava no Japão quando teve um colapso, foi feito exame médico no Nippon Medical School Hospital. Os médicos encontraram um tumor do lado esquerdo de sua garganta, e eles diagnosticaram como leucemia.
O tratamento começou imediatamente, incluindo a quimioterapia. Andy soube que estava seriamente doente, e assim que contactou sua esposa Ilona pelo telefone falou-lhe sobre sua saúde e sua condição. Andy disse a Ilona que não retornaria à Suíça, mas que permaneceria no Japão. Andy disse: "O Japão é o meu repouso, e aqui eu permanecerei e lutarei contra a doença".
Em 21 de agosto às 9:00 da manhã Kancho Ishii visitou Andy Hug no hospital. De acordo com Kancho Ishii, falaram sobre os Torneios de K-1 em Yokohama do dia 20 de Agosto, a qual Francisco Filho havia ganhado. Andy Hug disse também a Ishii que se morresse, gostaria de morrer no Japão.
Numa quinta-feira, 24 de agosto de 2000, às 18:21 horas, Andy Hug veio a falecer aos 35 anos de idade. De acordo com a tevê japonesa, o coração de Andy parou três vezes, mas de algum modo os doutores conseguiram ressuscitá-lo. Mas na quarta vez o coração de Andy parou de vez, os doutores tentaram reanimá-lo, mas infelizmente não o conseguiram.

## Aparições em videogames
- Gekitou Burning Pro-Wrestling
- K-1 The Arena Fighters
- Fighting Illusion K-1 Grand Prix Shou
- K-1 Revenge
- K-1 Grand Prix
- Fighting Illusion V: K-1 Grand Prix '99
- Fighting Illusion K-1 GP 2000